# 庫庫利夫卡
49°39′13″N 36°4′43″E / 49.65361°N 36.07861°E
庫庫利夫卡（烏克蘭語：Кукулівка）是位於烏克蘭東部的村莊，由哈爾科夫州丘胡伊夫区的茲米伊夫市鎮負責管轄。該村始建於1959年，面積0.19平方公里，海拔高度196米，2001年人口82，人口密度每平方公里433.9人。